# Circinoniesslia
Circinoniesslia es un género de hongos en la familia Niessliaceae. Es un género monotípico cuya única especie es Circinoniesslia nectriae.